# Tolsti Vrh (gmina Dravograd)
Tolsti Vrh – wieś w Słowenii, w gminie Dravograd. W 2018 roku liczyła 45 mieszkańców.